# İsmet Yılmaz
İsmet Yılmaz (prononcé [ismet jɯɫ'maz], né le 10 décembre 1961 à Gürün) est un homme d'État turc, président de la Grande assemblée nationale de Turquie en 2015. 
Succédant à Cemil Çiçek, il est élu après 4 tours avec les voix des députés de l'AKP contre Deniz Baykal (CHP, qui assurait la présidence en tant que doyen de l'assemblée) à la suite des élections législatives de juin 2015.
À la rentrée 2017, les programmes scolaires sont modifiés dans certaines classes (avant d'être étendus à toutes l'année suivante). Ils y introduisent la notion de djihad et suppriment toute référence à la théorie de l'évolution de Charles Darwin. Pour le ministre de l'Éducation nationale İsmet Yılmaz, « le djihad est un élément de notre religion : il en fait partie, et il est donc du devoir du ministère de l'Éducation d'enseigner ce concept de manière appropriée », justifiant également le retrait du darwinisme comme étant « hors de portée des élèves et pas pertinent à ce stade ». Pour Ata Esen, du syndicat de l'éducation Egitim Sen, « on est en train d'assister à un formatage islamo-nationaliste des enfants ».
Il est le président de la commission de la défense de la Grande Assemblée nationale (2018-2021) et président du groupe AKP (2021-2023).